# Immortality (jogo eletrônico)
Immortality é um jogo eletrônico interativo desenvolvido por Sam Barlow e publicado pela Half Mermaid Productions. Foi lançado para Windows e Xbox Series X/S em agosto de 2022. As versões para Android e iOS por meio do aplicativo Netflix foram lançadas em novembro de 2022. Uma versão para macOS também está em andamento.

## Jogabilidade
O jogo é baseado na modelo fictícia que se tornou atriz Marissa Marcel (Manon Gage), que estrelou três filmes de 1968, 1970 e 1999, mas que nunca foram lançados. Marcel desapareceu desde então, criando um mistério para o jogador resolver. Da mesma forma que os trabalhos anteriores de Barlow, Her Story e Telling Lies, Immortality incorpora o uso de vídeo full-motion para o jogador juntar as peças do destino de Marcel. O jogador começa com um clipe de um dos três filmes e pode pausar e clicar em uma pessoa ou item de interesse. O jogo então mostrará todos os outros clipes dos três filmes, bem como cenas de produção dos bastidores e clipes de televisão e entrevistas, que o jogador pode revisar e procurar outras pessoas ou itens.

## Enredo
Grande parte da trama é mostrada por meio de filmagens secretas que o jogador revela ao manipular as filmagens dos filmes, entrevistas na TV etc.; por isso, o enredo avança em um formato narrativo não cronológico e quebrado. Esta sinopse segue ordem cronológica.
Dois seres imortais, creditados como "The One" e "The Other One", são anteriores à humanidade e são capazes de viver indefinidamente assumindo as formas de humanos e vivendo suas vidas. Isso ostensivamente encerra a vida do humano, embora elementos de suas personalidades e memórias se misturem com as próprias personalidades e memórias dos seres. Os números de sua espécie diminuíram desde o início da civilização humana. Eles podem se regenerar após serem mortos, embora alguns métodos, especialmente a queima, sejam considerados permanentes, embora o final coloque isso em questão.
The One e The Other One parecem ser um par, embora seu relacionamento nunca seja explicitamente definido. The One é fascinado pela humanidade, particularmente por suas tendências ao sexo, violência e arte. The Other One é ambivalente em relação à humanidade, vendo-os como cópias inferiores dos seres imortais, e acredita que os imortais e os humanos devem existir separados uns dos outros. No entanto, eles entregam The One em sua exploração da humanidade.
The One se torna Marissa Marcel, uma garota francesa que supostamente foi mortalmente ferida por soldados alemães na Segunda Guerra Mundial e absorvida por The One como uma misericórdia. Em 1968, ela fez um teste e ganhou um papel em Ambrosio, um filme baseado no romance gótico The Monk de Matthew Lewis. Durante as filmagens, ela se envolve romanticamente com o diretor de fotografia John Durick. O diretor do filme, Arthur Fischer, rouba os negativos, o que impede que o filme seja lançado.
Dois anos depois, John dirige Minsky, uma história de detetive ambientada no mundo da arte de vanguarda da cidade de Nova Iorque. Ele escalou Marissa como protagonista; ela também tem uma contribuição criativa significativa no resto do filme. The Other One, assumindo a forma de um homem chamado Carl Goodman, também se junta ao elenco como o outro protagonista do filme. O relacionamento de Marissa e John se deteriora, possivelmente porque Carl também começa um relacionamento romântico com John. Ao filmar uma cena, Marissa atira e mata Carl com uma arma de propulsão à queima-roupa. Para o resto do elenco e da equipe, isso parece ser um trágico acidente; a verdade é que The One matou The Other One intencionalmente. A morte de Carl interrompe as filmagens e o filme nunca é lançado. Marissa revela a John a verdadeira natureza dela e de Carl como imortais, e diz a ele que ela matou Carl. John fica horrorizado com isso, o que desaponta The One. Ela mata John e assume sua forma, trocando a forma de Marissa. O público em geral assume que Marissa se tornou uma reclusa.
Quase 30 anos depois, Fischer entrega os negativos de Ambrosio a John na tentativa de se livrar dos remorsos no leito de morte. A nostalgia faz com que The One se lembre de Marissa com carinho e assuma sua forma simultaneamente com a de John, existindo essencialmente em dois corpos ao mesmo tempo. Enquanto isso, a atriz Amy Archer assiste a imagens da morte de Carl, o que permite que The Other One assuma sua forma. John, Marissa e Amy começam a trabalhar em um novo filme, Two of Everything, um drama sobre uma estrela pop chamada Maria, que permite que sua dublê coincidentemente idêntica Heather finja ser Maria para que ela possa viver um estilo de vida de estrela pop e Maria pode ter uma pausa nisso. John dirige, Marissa interpreta Maria e Heather (em paralelo com a tentativa de The One de existir como duas pessoas), e Amy interpreta uma vilã que mata Heather, pensando que ela é Maria. Durante as filmagens, John e Marissa se comportam de maneira estranha: Marissa às vezes não responde e sofre hemorragias nasais, e ela e John ocasionalmente desmaiam de exaustão. John também está frequentemente ausente durante as filmagens, o que implica que ele desaparece quando The One não consegue manter as duas formas. Em várias partes da filmagem, Amy implora a Marissa para fazer pausas, mas Marissa rejeita suas preocupações. Durante uma tomada, Marissa sangra espontaneamente pela cabeça. The Other One diz a ela que sua espécie não pode existir em duas formas ao mesmo tempo. Antes que Marissa fique completamente indiferente, ela pede a Amy (The Other One) para ajudá-la a morrer na cena como The Other One morreu e, portanto, tornar-se verdadeiramente imortalizada no cinema. Amy se filma queimando o corpo inerte de Marissa. Two of Everything nunca termina de filmar.
Depois que o jogador assiste Marissa queimar, a grade contendo todos os clipes que eles coletaram durante o jogo desaparece lentamente, revelando o rosto de The One. Eles dizem ao jogador que são "parte de você, agora", o que implica que o jogador é seu novo hospedeiro.

## Elenco
- Manon Gage como Marissa Marcel
- Hans Christopher como John Durick

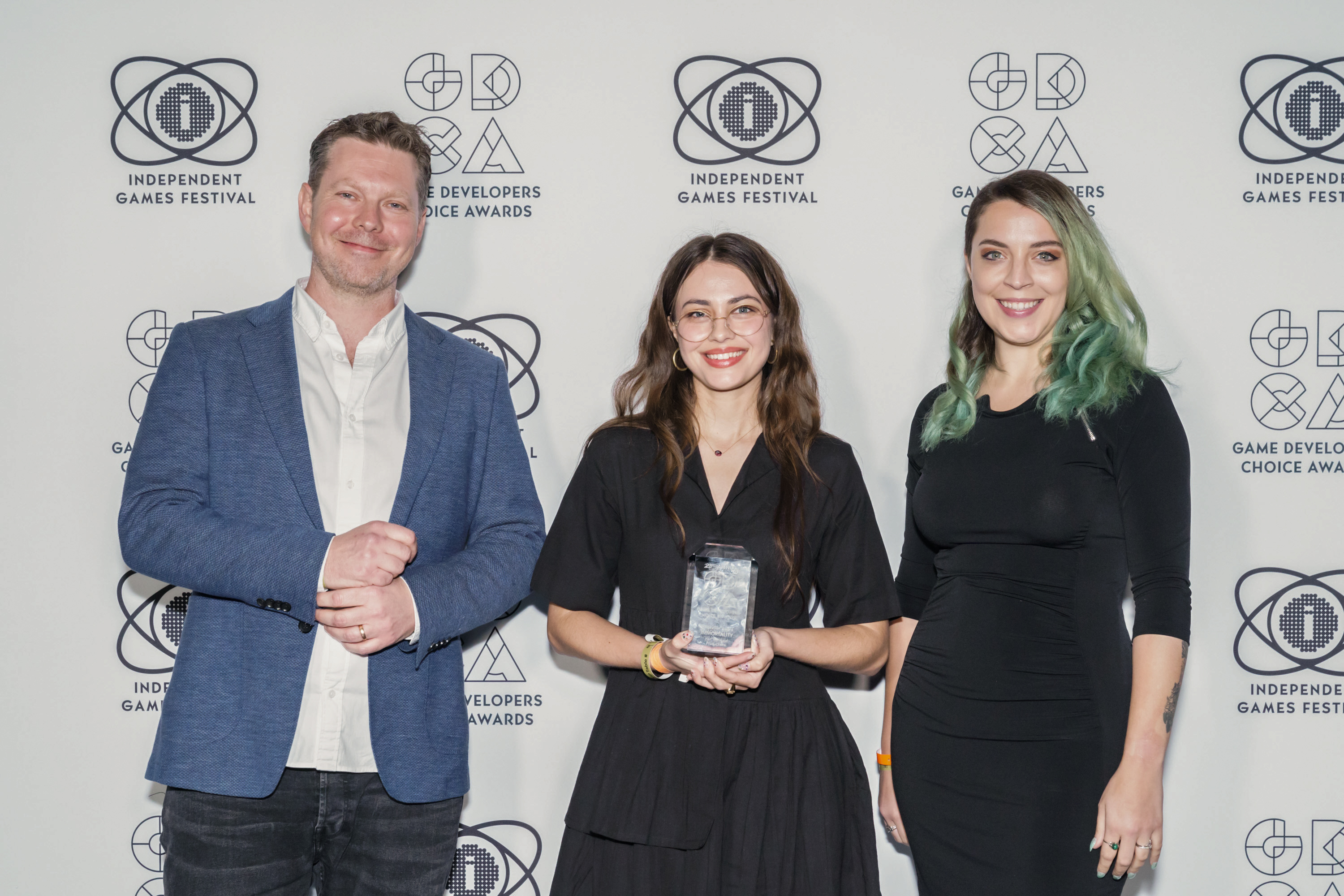
Sam Barlow e equipe do Immortality recebendo o prêmio de Innovation Award no GDC 2023

- John Earl Robinson como Arthur Fischer
- Cesar D' La Torre como Fabio 2º Assistente de Câmera
- Jocelin Donahue como Amy Archer
- Charlotta Mohlin como The One
- Timothy Lee Priest como The Other One
- Ty Molbak como Carl Goodman
- Katarina Morhacova como Diane Willis
- Michael Otis como Andrew Hessenberg
- Jascha Slesers como Sofia Morgana
- Brooke Anne Smith como Agnes/Jane Smith
- Justin Sorvillo como Artista
- Miles Szanto como Robert Jones
- Daniel V. Graulau como Detetive Walker

## Desenvolvimento
Barlow anunciou Immortality como "Project Ambrosio" em 2020 e escreveu em um blog sobre seu desenvolvimento ao longo do ano. Sua escrita sugeria que o jogo pode ter uma natureza mais temática de terror do que seus jogos anteriores, junto com várias passagens marcadas como se fossem informações classificadas ou redigidas. Barlow trouxe três roteiristas adicionais para o jogo: Allan Scott, Amelia Gray e Barry Gifford. O jogo foi anunciado formalmente durante o evento E3 2021 em junho daquele ano para Microsoft Windows, iOS e Android. Em março de 2022, a Half Mermaid Productions anunciou que uma versão para Xbox Series X/S também estaria disponível no lançamento. Durante o PC Gaming Show 2022, foi anunciado que o jogo seria lançado em 26 de julho de 2022, mas foi posteriormente adiado para 30 de agosto de 2022. Em agosto de 2022, foi anunciado que os portes móveis seriam publicados pela Netflix.

## Lançamento
Immortality estreou no Tribeca Film Festival em junho de 2022. Posteriormente, foi lançado em 30 de agosto de 2022 no Xbox Series X/S, Xbox Game Pass e Windows via Steam e GOG. Foi lançado na Netflix via Google Play e iOS em novembro de 2022.

## Recepção
Immortality recebeu críticas "geralmente favoráveis" de acordo com o agregador de críticas Metacritic.
Em uma análise inicial devido ao seu formato impresso, Edge concedeu ao Immortality uma pontuação perfeita de 10/10, o vigésimo quarto jogo em sua história a fazê-lo. e Tristan Ogilvie da IGN chamando-a de "fascinante".
Além disso, Immortality foi elogiado por suas atuações, principalmente a de Manon Gage, que recebeu aclamação da crítica por sua atuação como Marissa Marcel. Edge chamou seu desempenho de "excelente". Lewis Gordon da Vulture, chamou-a de "uma performance de nocaute". PJ O'Reilly, do Pure Xbox, disse que Gage "fornece um desempenho central que a destaca como uma superestrela absoluta em formação". Cameron Kunzelman para a Vice, observou: "...assistir Gage interpretar Marcel interpretando esses personagens é como assistir alguém fazer malabarismo enquanto anda de monociclo no meio da Indy 500, e ela faz isso perfeitamente e sem suar a camisa. É realmente impressionante."
Charlotta Mohlin também foi elogiada por seu desempenho, com Edge chamando-a de "notável", e Tristan Ogilvie da IGN chamando-a de "fascinante". James Wood, do Well Played AU, disse: "O trabalho [de Mohlin] é algo em que estarei pensando nos próximos anos." Nate Hermanson, da Video Games Are Good, observou Mohlin "[nos faz] chorar, rir, estremecer e corar em quase todas as cenas em que ela está."

### Prêmios e indicações
| Ano  | Premiação                               | Categoria                                                        | Resultado      | Ref.          |
| ---- | --------------------------------------- | ---------------------------------------------------------------- | -------------- | ------------- |
| 2022 | Golden Joystick Award                   | Melhor Performance (Manon Gage)                                  | Venceu         | [ 31 ]        |
| 2022 | Golden Joystick Award                   | Melhor Jogo do Ano                                               | Indicado       | [ 31 ]        |
| 2022 | Golden Joystick Award                   | Melhor Storytelling                                              | Indicado       | [ 31 ]        |
| 2022 | The Game Awards 2022                    | Melhor Performance (Manon Gage)                                  | Indicado       | [ 32 ]        |
| 2022 | The Game Awards 2022                    | Melhor Narrativa                                                 | Indicado       | [ 32 ]        |
| 2022 | The Game Awards 2022                    | Melhor Direção de Jogo                                           | Indicado       | [ 32 ]        |
| 2023 | Society of Composers & Lyricists Awards | Partitura Original de Destaque para Mídia Interativa             | Indicado       | [ 33 ]        |
| 2023 | New York Game Awards                    | Prêmio Big Apple de Melhor Jogo do Ano                           | Indicado       | [ 34 ]        |
| 2023 | New York Game Awards                    | Prêmio Off Broadway de Melhor Jogo Indie                         | Indicado       | [ 34 ]        |
| 2023 | New York Game Awards                    | Prêmio Herman Melville de Melhor Escrita em um Jogo              | Indicado       | [ 34 ]        |
| 2023 | New York Game Awards                    | Prêmio Great White Way de Melhor Atuação em um Jogo (Manon Gage) | Venceu         | [ 34 ]        |
| 2023 | 26th Annual D.I.C.E. Awards             | Conquista de Destaque na Direção de Jogo                         | Indicado       | [ 35 ]        |
| 2023 | 26th Annual D.I.C.E. Awards             | Jogo Móvel do Ano                                                | Indicado       | [ 35 ]        |
| 2023 | 26th Annual D.I.C.E. Awards             | Conquista de Destaque por Jogo Independente                      | Indicado       | [ 35 ]        |
| 2023 | 26th Annual D.I.C.E. Awards             | Conquista de Destaque em História                                | Indicado       | [ 35 ]        |
| 2023 | 23rd Game Developers Choice Awards      | Jogo do Ano                                                      | Indicado       | [ 36 ] [ 37 ] |
| 2023 | 23rd Game Developers Choice Awards      | Melhor Design                                                    | Menção honrosa | [ 36 ] [ 37 ] |
| 2023 | 23rd Game Developers Choice Awards      | Prêmio de Inovação                                               | Venceu         | [ 36 ] [ 37 ] |
| 2023 | 23rd Game Developers Choice Awards      | Melhor Narrativa                                                 | Indicado       | [ 36 ] [ 37 ] |
| 2023 | 23rd Game Developers Choice Awards      | Melhor Tecnologia                                                | Menção honrosa | [ 36 ] [ 37 ] |
| 2023 | Independent Games Festival              | Grande Prêmio Seumas McNally                                     | Indicado       | [ 38 ] [ 39 ] |
| 2023 | Independent Games Festival              | Excellence in Audio                                              | Menção honrosa | [ 38 ] [ 39 ] |
| 2023 | Independent Games Festival              | Excellence in Narrative                                          | Venceu         | [ 38 ] [ 39 ] |
| 2023 | 19th British Academy Games Awards       | Conquista Artística                                              | Indicado       | [ 40 ] [ 41 ] |
| 2023 | 19th British Academy Games Awards       | Narrativa                                                        | Venceu         | [ 40 ] [ 41 ] |
| 2023 | 19th British Academy Games Awards       | Performance em Papel de Destaque (Manon Gage)                    | Indicado       | [ 40 ] [ 41 ] |
| 2023 | 19th British Academy Games Awards       | Performance em Papel Secundário (Charlotta Mohlin)               | Indicado       | [ 40 ] [ 41 ] |
| 2023 | 19th British Academy Games Awards       | Conquista Técnica                                                | Indicado       | [ 40 ] [ 41 ] |
| 2023 | 19th British Academy Games Awards       | EE Jogo do Ano                                                   | Indicado       | [ 40 ] [ 41 ] |